# Массовое убийство в Новых Алдах
Массовое убийство в Новых Алдах — убийство нескольких десятков мирных жителей в посёлке Новые Алды и прилегающих районах Грозного, совершённое российскими федеральными силами 5 февраля 2000 года, во время Второй чеченской войны.
Согласно докладу общества «Мемориал», всего было убито 56 человек, по данным «Human Rights Watch» — 60 человек.
Европейский суд по правам человека признал виновным в этом убийстве ОМОН ГУВД Санкт-Петербурга и Ленинградской области и ОМОН УВД Рязанской области. О том же сообщают данные журналистов и правозащитных организаций. ОМОН ГУВД Санкт-Петербурга и Ленинградской области отрицает эти обвинения. Правительство России не отрицает, что в этот день в Новых Алдах петербургский ОМОН проводил «специальную операцию», но утверждает, что участие милиционеров в убийствах не доказано.

## Ситуация в посёлке осенью 1999 — начале 2000
Осенью 1999 года началась Вторая чеченская война, на территорию Чечни были введены федеральные силы. В начале октября 1999 года в одной из мечетей в Новых Алдах лидеры боевиков Аслан Масхадов, Зелимхан Яндарбиев и другие известные полевые командиры совершили молитву, во время которой поклялись совершить джихад.
С начала ввода федеральных сил в Чечню жители Новых Алдов стали покидать посёлок, однако часть жителей осталась. По словам одного из жителей посёлка, из 27 тысяч человек, населявших посёлок до начала боевых действий, большинство бежало, опасаясь боёв, и к 5 февраля 2000 года в посёлке осталось около 2 тысяч человек. Согласно докладу организации «Мемориал», с начала декабря 1999 года по конец января 2000 года (во время осады Грозного) посёлок подвергался массированным артиллерийским и бомбовым ударам, причём за это время на поселковом кладбище появилось 75 могил мирных жителей. Их смерть произошла от бомбёжек, обстрелов, а также от обострения хронических заболеваний, вызванных недостаточным питанием и стрессом. Всё это время в посёлке позиций боевиков не было. Местные жители говорили, что в посёлок заходил отряд чеченского сепаратиста Ахмеда Закаева, но, не найдя мест для размещения, ушёл. Жители Новых Алдов «уговаривали боевиков пожалеть посёлок и не вести бои на его территории». Боевики расположились в 1,5 — 2 км от Новых Алдов. 21 января 2000 года корреспондент газеты «Коммерсантъ» Муса Мамедов писал, что боевики контролируют Заводской район Грозного от посёлка Черноречье до микрорайона Алды, а между этими пригородами располагается «вотчина защитников Грозного».
По данным организации «Мемориал», 3 февраля около ста жителей посёлка с белым флагом направились к позициям российских войск, но были встречены огнём. При этом был тяжело ранен один из жителей, Николай (русский), который вскоре и умер из-за того, что солдаты запрещали оказывать ему помощь. Вслед за тем депутаты от жителей встретились с российским полковником Лукашевым, которого заверили, что в посёлке нет боевиков, и получили обещание прекратить обстрелы посёлка. Обстрелы были прекращены на следующий день, 4 февраля. В тот же день в посёлок зашли российские военнослужащие, которые провели проверку паспортов. Они предупреждали жителей об опасности запланированной на следующий день зачистки, но жители им не поверили или не вполне поняли смысла предупреждения.

## Массовые убийства
5 февраля Новые Алды были зачищены двумя подразделениями, которые вели себя по-разному. Подразделение, зачищавшее южную сторону посёлка, грабило дома, но убийств не совершало. Подразделение, зачищавшее северную сторону (именно ОМОН ГУВД Санкт-Петербурга) убило 56 человек (считая 10 человек, убитых в соседних районах Грозного), включая 6 женщин, 11 стариков от 60 лет и старше (самый старый 1924 г.р.); среди убитых был годовалый младенец (Хасан Эстамиров) и женщина на 9 месяце беременности (Тоита Эстамирова). Согласно «Новой газете», свидетели утверждали, что 49-летнему Султану Темирову отрезали голову, а тело бросили собакам. Убитые по национальности в основном чеченцы, также двое русских (в том числе Елена Кузнецова, 70 лет). В тот же день были совершены убийства и в прилегающих районах Грозного. Некоторым удалось откупиться. Свидетели утверждали, что жертв могло быть больше, если бы сельский врач Асет Чадаева не пробежала по дворам и не заставила людей выйти на улицу и собраться в толпу.
Согласно докладу «Human Rights Watch», имели место случаи поджогов и изнасилований.

## Следствие

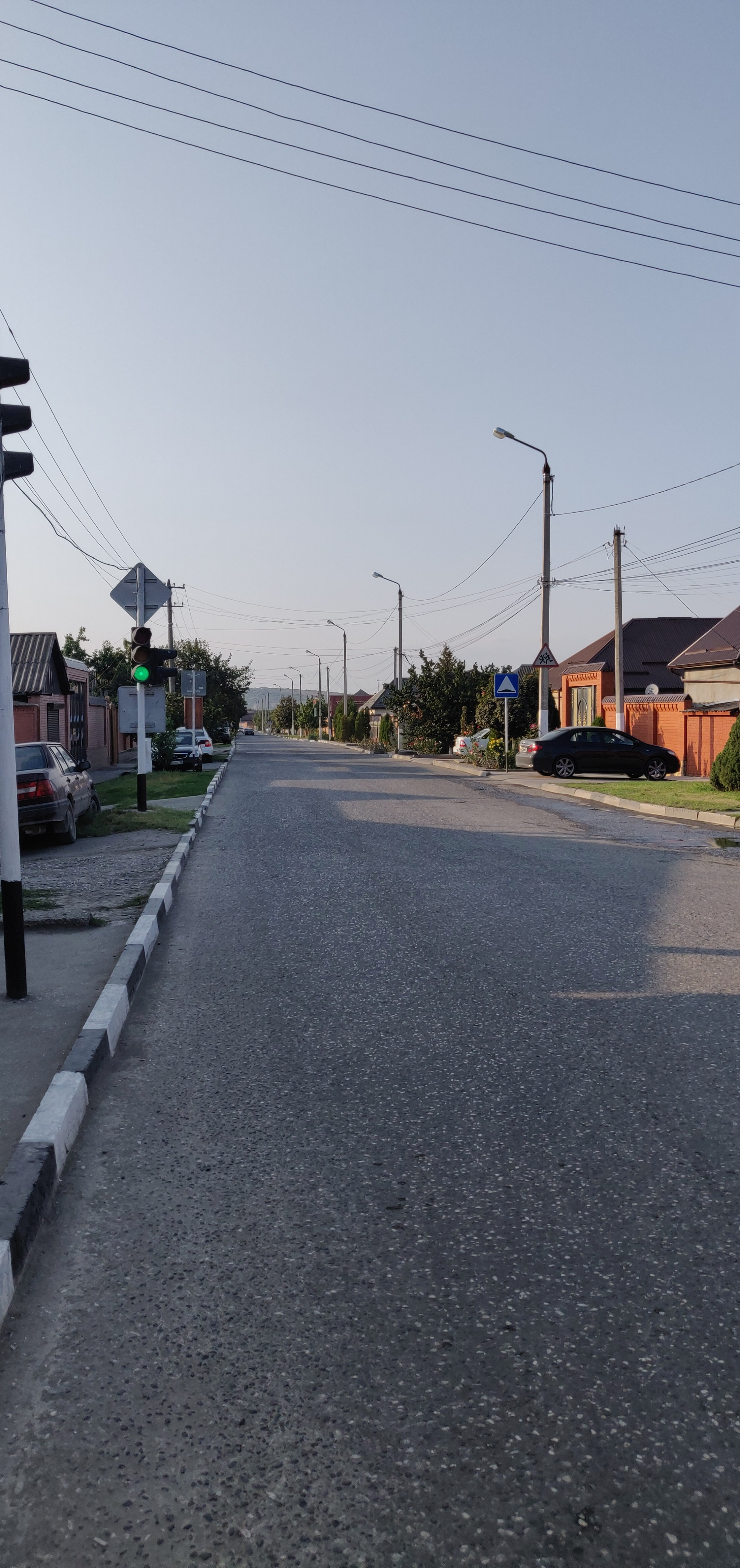
Центральная улица в посёлке Новые Алды, имени Маташа Мазаева

21 апреля 2000 года военная прокуратура Северо-Кавказского военного округа направила письмо в правозащитный центр «Мемориал». В письме указывалось, что воинские подразделения Министерства обороны и Министерства внутренних дел, находящиеся в пределах юрисдикции военной прокуратуры, не производили военных операций или проверки паспортного режима данной местности и в данное время; «зачистка», имевшая место в селении Алды 5 и 10 февраля 2000 года, проводилась сотрудниками ОМОНа Министерства внутренних дел из Санкт-Петербурга и Рязани, в отношении которых у военной прокуратуры нет юрисдикции. В свете указанного, 3 марта 2000 года уголовное дело, возбуждённое военной прокуратурой, было прекращено за отсутствием состава преступления, а материалы переданы в прокуратуру города Грозный для принятия необходимых мер.
5 марта 2000 года прокуратура г. Грозный возбудила уголовное дело. Во второй половине апреля по требованию жителей была проведена эксгумация. По подозрению в причастности к преступлению был задержан один человек — боец петербургского ОМОНа Бабин (обвинённый в убийстве старика и краже 350 рублей и серёг), который, однако, затем скрылся.
4 июля 2000 года Малгобекский городской суд Ингушетии засвидетельствовал факт смерти Хасмагомеда Эстамирова, 1933 года рождения, Хожахмеда Хасмагомедовича Эстамирова, 12 февраля 1963 года рождения, Тоиты Хаваж-Багаудиновны Эстамировой, 1971 года рождения, Хасана Хасмагомедовича Эстамирова, 20 января 1999 года рождения, которая произошла 5 февраля 2000 года в Октябрьском районе г. Грозный, Чечня.
В августе 2000 года ЗАГС Октябрьского района г. Грозный выдал четыре свидетельства о смерти родственников Эстамировых. Датой смерти также было указано 5 февраля 2000 года.
8 августа 2000 года Р. Эстамиров и Я. Эстамирова обратились с гражданским иском против Министерства обороны, Министерства внутренних дел и Министерства финансов России в Верховный Суд Российской Федерации. В своём заявлении они указали на то, что пять членов их семьи были убиты 5 февраля 2000 года в своём доме в Грозном во время «зачистки» местности. Их дом и машина были подожжены, а имущество разворовано. Эстамировы ссылались на решение Малгобекского городского суда от 4 июля 2000 года, а также на свидетельство об эксгумации, выданное Октябрьским РОВД. По утверждению Эстамировых, указанные действия были, по всей видимости, совершены сотрудниками федеральных сил, так как в указанные дни г. Грозный уже находился под контролем федеральных сил. В тот же самый день в селении Алды, расположенном в 15 минутах ходьбы от дома Эстамировых, также были проведены казни мирного населения. Эстамировы указали, что 22 февраля 2000 года они обратились к Генеральному прокурору России с просьбой о проведении уголовного расследования. Однако, надлежащее расследование не было проведено. Кроме того, Эстамировы указали, что в Чечне не действуют суды, а также, что многие из относящихся к делу документов сгорели в доме. Они требовали компенсации нанесённого им материального ущерба и морального вреда. Как следует из материалов дела, 31 августа 2000 года Верховный Суд РФ отказал Эстамировым в рассмотрении иска на основании отсутствия юрисдикции. Эстамировым было рекомендовано обратиться в соответствующий районный суд.
16 октября 2000 года неправительственная организация «Хьюман Райтс Вотч» обратилась с письмом к Генеральному прокурору Российской Федерации. В письме содержалась просьба предоставить информацию о расследовании убийств в Новых Алдах. В своём ответе от 31 октября 2000 года Генеральный прокурор указал, что полученный им запрос был направлен к прокурору Чеченской Республики для подготовки ответа по существу.
4 декабря 2000 года прокурор Чеченской Республики направил ответ организации «Хьюман Райтс Вотч». В ответе указывалось, что 14 апреля 2000 года прокуратура города Грозный возбудила уголовное дело № 12023 по признакам состава преступления, предусмотренного ст. 105 ч. 2 УК РФ (убийство одного и более лиц), а также то, что расследование проводится под контролем прокуратуры Республики.
8 августа 2001 года Л. Яндарова обратилась к прокурору Чеченской Республики с просьбой предоставить информацию о расследовании уголовного дела. В своём письме она просила предоставить ей информацию о том, какие меры были предприняты для установления и привлечения к ответственности виновных в совершении преступления. Она просила прокурора республики в случае приостановления предварительного следствия направить ей копию соответствующего постановления. Ответа на данный запрос она не получила.
14 августа 2001 года Московское представительство организации «Правовая инициатива по России» обратилось в прокуратуру Чеченской Республики с запросом о предоставлении информации по уголовному делу № 12023, возбуждённому по факту убийства пяти членов семьи Эстамировых. «Правовая Инициатива по России» не получила ответа на данный запрос.
11 октября 2001 года Л. Яндарова обратилась к Генеральному прокурору Российской Федерации. В своём письме она указала, что ею не было получено ответа на письмо, направленное прокурору Чеченской Республики от 8 августа 2001 года. В своём ответе от 16 ноября 2001 года Генеральная прокуратура России проинформировала Л. Яндарова о том, что её запрос был направлен для рассмотрения в прокуратуру Чеченской Республики.
В письме, направленном в ноябре 2001 года, прокуратура Чеченской Республики проинформировала Л. Яндарову о том, что расследование уголовного дела проводилось прокуратурой города Грозный, что прокуратура Чеченской Республики отслеживала его ход, а также то, что «следственные действия, направленные на установление виновных в совершении преступления, проводятся». В письме также ошибочно указывалось, что родственники Эстамировых были убиты в апреле 2000 года.
Расследование смерти родственников Эстамировых приостанавливалось и возобновлялось несколько раз. Расследование, проведённое прокуратурой города Грозный, не привело к каким-либо имеющим значение результатам. Как следует из материалов дела, следствие было сфокусировано на версии, выдвинутой с самого начала Эстамировыми, в соответствии с которой, убийства были совершены сотрудниками российского воинского подразделения. Однако оно также рассматривало другие возможные версии. Органы следствия не установили, какое именно подразделение должно нести ответственность за совершённое преступление, обвинение в совершении указанных преступлений никому не предъявлялось. Как следует из материалов, расследование не связывало убийство членов семьи Эстамировых с расследованием убийств, совершённых в селении Новые Алды 5 февраля 2000 года.
В марте 2003 года Х. Заурбекова обратилась в Ленинский районный суд г. Грозный с жалобой о пересмотре постановления прокуратуры о приостановлении предварительного следствия по уголовному делу, возбуждённому по факту убийства её родственников.
В июне 2003 года жалоба Эстамировых была коммуницирована Правительству Российской Федерации, от которого Европейский суд по правам человека потребовал предоставить копию материалов уголовного дела № 12023. В сентябре 2003 года Правительство предоставило копию материалов дела. В мае 2005 года Суд объявил жалобу приемлемой и потребовал от Правительства предоставить последние данные о ходе расследования уголовного дела.
В августе 2005 года Правительство ответило, что расследование всё ещё продолжается, однако окончательного вывода о личности виновных не сделано. Оно также указало на то, что расследование провело проверку материалов уголовного дела № 12011, возбуждённого в связи с массовым убийством мирного населения в Новых Алдах 5 февраля 2000 года. Правительством не было получено доказательств, позволяющих сделать вывод о том, что убийства были совершены одними и теми же лицами, и поэтому оснований для объединений данных уголовных дел в одно производство не было. Далее Правительство указало на то, что предоставление в Суд полученных за последний период расследования документов из материалов уголовного дела № 12023, нарушит ст. 161 УПК ПФ. Оно утверждало, что в материалах дела содержится конфиденциальная информация относительно военных действий и мер безопасности, а также об именах и адресах свидетелей, принимавших участие в проведении контртеррористической операции в Чечне и о других участниках процедуры следствия.
В постановлении Европейского суда по правам человека по делу Эстамировых утверждается, что расследование этого дела возобновлялось в общей сложности четыре раза. По крайней мере семь раз производство предварительного следствия передавалось от одного следователя к другому. Как отмечал Страсбургский суд, половина документов по делу Эстамировых составлена 20-24 июля 2003 г., то есть после того, как России была сообщена жалоба семьи Эстамировых в Страсбург. В частности, «результаты баллистической экспертизы, несмотря на то, что они были готовы уже в июне 2000 года, были направлены соответствующим властям только в июле 2003 года». При этом «запросы о предоставлении информации, связанные с установлением военных подразделений, направленные следствием в июле 2003 года, содержали ссылки на неверные даты убийства, то есть на конец февраля 2000 года, и поэтому не могли привести к получению реального результата». Ряд необходимых следственных действий был проведён с большим запозданием, другие вообще не были проведены. Родственники убитых, вопреки обычной судебной практике и законам, не были официально признаны потерпевшими и на этом основании «полностью исключены из процедуры следствия».
5 февраля 2010 года в день десятилетия событий в Новых Алдах член Совета Правозащитного центра «Мемориал» Александр Черкасов на пресс-конференции в Москве продемонстрировал документальный фильм «Алды. Без срока давности», основанный на материалах сотрудницы грозненского «Мемориала» Натальи Эстемировой. Черкасов напомнил, что виновники массового убийства в Новых Алдах и других преступлений против мирных жителей в ходе второй чеченской войны не установлены и не наказаны. Он считает, что это событие сравнимо с «преступлениями гитлеровских карателей времён Великой Отечественной войны». Правозащитниками был подготовлен запрос в Генеральную прокуратуру о ходе расследования данного уголовного дела.

## Решение Европейского суда по правам человека
12 декабря 2006 г. Европейский суд по правам человека в Страсбурге вынес приговор по претензии проживающей ныне в США семьи Эстамировых к России (дело «Эстамиров и другие против России»). Согласно приговору Европейского суда, российской стороной были нарушены 2-я и 13-я статьи Европейской конвенции по правам человека, которые гарантируют им право на жизнь и эффективную правовую защиту, и присудил Россию выплатить Эстамировым €220 тыс., из них €70 тыс. в пользу десятилетнего Хусейна Эстамирова, «оба родителя которого были убиты».
Другой иск был подан оставшимися в России жителями села (дело «Мусаев и другие против России») и поддержан правозащитным центром «Мемориал» (Москва) и Европейским центром защиты прав человека (EHRAC, Лондон). Российская сторона не отрицала, что в этот день в Новых Алдах петербургский ОМОН проводил «специальную операцию», но уточнила, что участие омоновцев в убийствах следствием не доказано. Страсбургский суд отверг доводы российской стороны, и 26 июля 2007 года вынес решение, согласно которому ответственность за неправомерные убийства родственников заявителей лежит на властях России и что расследование массового убийства российским правосудием было неэффективно. Суд приговорил Россию к выплате компенсаций заявителям за моральный ущерб: Юсупу Мусаеву — 35 тыс. евро, Сулейману Магомадову — 30 тыс. евро, Тамаре Магомадовой — 40 тыс. евро, Малике Лабазановой и Хасану Абдулмежидову — 40 тыс. евро; кроме того, Тамаре Магомадовой за понесённый материальный ущерб 8 тыс. евро, а также судебные расходы и издержки заявителей в размере 14050 евро и 4 580 фунтов стерлингов.
По мнению правозащитника Александра Подрабинека, решение ЕСПЧ — это «указание властям России на неэффективность национальной судебной системы и косвенное обвинение в ангажированности следствия и суда».

## Заявление Лом-Али Чеченского
«Независимая газета» со ссылкой на сайт чеченских сепаратистов «Кавказ-центр» сообщила, что никому до этого неизвестный Лом-Али Чеченский взял на себя ответственность за взрыв в московском метро 6 февраля 2004 года, заявив, что этот взрыв является местью за убийство жителей посёлка Новые Алды.